# Сычёвский сельсовет (Амурская область)
Сычёвский сельсовет — сельское поселение в Свободненском районе Амурской области России.
Административный центр — село Сычёвка.

## История
2 августа 2005 года в соответствии Законом Амурской области № 31-ОЗ муниципальное образование наделено статусом сельского поселения. 

## Население
| 2002 | 2010 | 2011 | 2012 | 2013 | 2014 | 2015 |
| ---- | ---- | ---- | ---- | ---- | ---- | ---- |
| 937  | ↘747 | ↗748 | ↘737 | →737 | ↘736 | ↘722 |
| 2016 | 2017 | 2018 | 2021 |      |      |      |
| ↗730 | ↘712 | ↗714 | ↘647 |      |      |      |

## Состав сельского поселения
| № | Населённый пункт | Тип населённого пункта       | Население |
| - | ---------------- | ---------------------------- | --------- |
| 1 | Гуран            | село                         | ↘132      |
| 2 | Сычёвка          | село, административный центр | ↗582      |

## Экономика
Экономика Сычёвского сельсовета представлена следующими отраслями производства:
- сельское хозяйство;
- торговля и общественное питание;
- жилищно-коммунальное хозяйство;
- здравоохранение;
- образование и культура.

## Местный сельсовет
676412, Свободненский р-н, с. Сычёвка, ул.Центральная, 19; тел. 39-4-37.